# Seznam knjig o Tintinu
To je seznam knjig o Tintinu in njegovih pustolovščinah, serije stripov belgijskega karikaturista Hergéja.

## Books in English
- Tintin in svet Hergéja, napisal Benoit Peeters (1983)
- Hergé in Tintin, Novinarja, napisal Philippe Goddin (1986)
- Tintin: 60 let pustolovščin, napisal Michael Farr (1989)
- Tintin: Hergé in njegova kreacija, napisal Harry Thompson (1991)
- Tintin v novem svetu: Romanca (1993), napisal Frederic Tuten. Roman, ki Tintina presadi iz njegovega stripa, v mesnat, realističen svet z vsemi zlobnimi, grobnimi in neupravičenimi pastmi. Naslovnica romana vsebuje posebej-naročeno sliko Roya Lichtensteina, ki je uporabil svojo Benday-pika tehniko, za prikaz Tintina in Švrka v trenutku, ko ju za las zgreši morilčev nož.
- Hergé: Mož, ki je ustvaril Tintina, napisal Pierre Assouline (1996) (2009)
- Tintin: Popolni sopotnik, napisal Michael Farr (2001)
- Hergé: Sin Tintina, napisal Benoît Peeters (2002) (2012)
- The Pocket Essential Tintin, napisala Jean-Marc Lofficier in Randy Lofficier (2002)
- Tintinove pustolovščine na morju, napisal Yves Horeau; uredil in prevedel Michael Farr (2004). Izdana skupaj z razstavo, ki se osredotoča na Tintinove podvige na morju v Nacionalnem pomorskem muzeju v Londonu, ki je bila organizirana v sodelovanju s fundacijo Hergé. Razstava je obeležila 75. obletnico izida prve pustolovščine Tintina..
- Tintin in skrivnost literature, napisal Tom McCarthy (2006). Precej obskurno napisano delo, ki s pomočjo literarne analize poskuša prepoznati teme v "veliki literaturi", avtorjev, kot so Aeschylus, Balzac, Conrad inHenry James v Tintin stripovski seriji. Pregledano v Clements, Toby (9. julij 2006). »Tintin and the Enigma of Academic Obsession«. The Daily Telegraph (Review). str. 6.
- Tintin in Co., napisal Michael Farr (2007)
- Hergé in njegove pustolovščine: Kreator Tintina, napisal Michael Farr (2007)
- Hergéjeva umetnost: Izumitelj Tintina, 1. zvezek, 1907-1937, napisal Philippe Goddin prevedel Michael Farr (2007)
- Hergéjeva umetnost: Izumitelj Tintina, 2. zvezek, 1937-1949, napisal Philippe Goddin prevedel Michael Farr (2009)
- The Metamorphoses of Tintin, or Tintin for Adults, napisal Jean-Marie Apostolidès (2010)
- Hergéjeva umetnost: Izumitelj Tintina, 3, zvezek, 1950-1983, napisal Philippe Goddin prevedel Michael Farr (2011)
- The Adventures of Hergé, napisala Jose-Louis Bocquet in Jean-Luc Fromental (2011)